# 鹿寨镇
鹿寨镇，是中华人民共和国广西壮族自治区柳州市鹿寨县下辖的一个乡镇级行政单位。

## 行政区划
鹿寨镇下辖以下地区：
城东社区、城西社区、城南社区、城北社区、城中社区、大村、窑上村、思洛村、波井村、新村、大良村、龙田村、角塘村、思贤村、新胜村、俄洲村、石路村、独羊村、大河村、龙坪村、交通村和思义村。